# Lisa Rexhäuser
Lisa Rexhäuser (* 15. April 1990 in Suhl) ist eine ehemalige deutsche Skispringerin.

## Werdegang
Rexhäuser übte zunächst Skilanglauf aus und begann 1999 mit dem Skispringen. Nachdem sie zunächst in der Nordischen Kombination antrat, wechselte sie schließlich zum Spezialspringen, wo sie im Sommer 2003 ihren ersten internationalen Wettkampf bestritt. Am 8. Februar 2005 nahm sie in Schönwald erstmals an einem Springen des neu eingeführten Continental Cup teil, vier Tage später ging sie auch in Baiersbronn an den Start. In der folgenden Saison 2005/06 bestritt sie die meisten der Springen, wobei sie stets Ergebnisse im Mittelfeld erreichte. Dies brachte ihr eine Nominierung für die Junioren-Weltmeisterschaft im slowenischen Kranj ein, wo sie einen zwölften Platz belegte. Nachdem Rexhäuser wegen eines Kreuzbandrisses an den Sommerspringen 2006 nicht teilnehmen konnte, stieg sie im Februar 2007 wieder in den COC ein. Dort zeigte sie im Vergleich zur Vorsaison eine Leistungssteigerung und konnte durchweg Platzierungen unter den ersten Zehn erspringen. Am 14. Februar 2007 erreichte sie mit dem zweiten Platz in Baiersbronn ihren einzigen Podestplatz. Trotz der Leistungssteigerung wurde sie bei der Junioren-Weltmeisterschaft in Tarvisio nur 11. Bei der am 7. August 2007 in Meinerzhagen ausgetragenen siebten Deutschen Meisterschaft konnte sie Gold im Einzel gewinnen. Nach einer durchwachsenen Saison 2007/08, die sie mit einem 28. Platz bei der Junioren-Weltmeisterschaft in Zakopane beendete, gab Rexhäuser im Sommer 2008 überraschend ihren Rücktritt vom aktiven Leistungssport bekannt, da sie sich nach einem schwereren Sturz beim Springen gehemmt fühlte.
Rexhäuser wohnt in Hinternah und hat einen Bruder, während ihrer aktiven Laufbahn besuchte sie das Sportgymnasium Oberhof. Ihre Bestweite von 110 m erreichte sie 2005 in Hinterzarten auf der Adlerschanze.